# Cour du Cantal
Cour du Cantal är en gata i Quartier de la Roquette i Paris 11:e arrondissement. Cour du Cantal, som börjar vid Rue de la Roquette 22 och slutar vid Rue de Lappe 18, har fått sitt namn av att invånarna vid gatan i stort sett härstammade från departementet Cantal i södra Frankrike.

## Omgivningar
- Saint-Antoine-des-Quinze-Vingts
- Place de la Bastille
- Opéra Bastille
- Bois de Vincennes
- Coulée verte René-Dumont
- Rue Crémieux
- Cour Viguès
- Cour Jacques-Viguès

## Bilder
| - Saint-Antoine-des-Quinze-Vingts. - Place de la Bastille. - Färgglada hus vid Rue Crémieux. - Cour Jacques-Viguès. |

## Kommunikationer
- Tunnelbana – linjerna    – Bastille
- Tunnelbana – linje  – Bréguet – Sabin
- Busshållplats Bastille Roquette – Paris bussnät, linje 69
- Busshållplats Bréguet – Sabin – Paris bussnät, linje 69

### Webbkällor
- ”Cour du Cantal”. Mairie de Paris. http://www.v2asp.paris.fr/commun/v2asp/v2/nomenclature_voies/Voieactu/1493.nom.htm. Läst 10 april 2021.
- ”Cour du Cantal”. Les rues de Paris. https://www.parisrues.com/rues11/paris-11-cour-du-cantal.html. Läst 10 april 2021.